# Hans Kraske
Hans Kraske (* 11. Februar 1893 in Freiburg im Breisgau; † 10. August 1976 ebenda) war ein deutscher Chirurg.

## Werdegang
Kraske kam als achtes von zehn Kindern der Eheleute Paul Kraske und Wally Kraske geb. Kramer zur Welt. Sein Vater war in den 1880er Jahren auf den Freiburger Lehrstuhl für Chirurgie gekommen. Er wuchs in einem großen Haus an der Ludwigstraße auf. Nach der Grundschule ging er auf das humanistische Berthold-Gymnasium Freiburg und wechselte dann auf das Friedrich-Gymnasium Freiburg. 1911 nahm er ein Praktikum als Modelltischler, Schlosser, Former und Dreher bei der Firma Escher-Wys in Ravensburg auf und leistete ab Oktober 1912 seinen Wehrdienst als Einjährig-Freiwilliger beim Feldartillerieregiment 76 in Freiburg. Im Oktober 1913 schrieb er sich an der Technischen Hochschule Dresden ein. Bei Ausbruch des Ersten Weltkriegs wurde er eingezogen und früh verwundet. Er diente bis Februar 1919, zuletzt im technischen Stab der Luftwaffe. Ab dem Frühjahr 1919 setzte er an der TH München sein Studium fort. Auf Rat des in München vertretungsweise lehrenden Freiburger Anatomen Franz Keibel wechselte er an die Medizinische Fakultät. Binnen zwölf Monaten machte er das Physikum. Im Mai 1922 legte er in Freiburg das Staatsexamen ab.
Seine Assistenzjahre verbrachte er am Anatomischen Institut in Freiburg bei Eugen Fischer sowie an der Chirurgischen Klinik bei Erich Lexer, dem Nachfolger von Kraskes Vater und Pionier auf dem Gebiet der Plastischen Chirurgie. Als ein zweiter Assistenzarzt, Eduard Rehn, zu Lexers Nachfolger berufen wurde, wandte Kraske sich der Chirurgie und Orthopädie zu. Am 31. August 1926 heiratete er die aus Gutach stammende Thea Gütermann, Enkelin des Nähseidenfabrikanten Max Gütermann und Schwester des Erich Gütermann, den Kraske im Krieg kennengelernt hatte. Aus der Ehe gingen drei Kinder hervor.
1932 kehrte er nach München zurück und arbeitete an der Privatklinik Dr. Haas. Als dieser 1933 emigrieren musste, wurde Kraske unter der Bedingung des Eintritts in die NSDAP die Nachfolge angetragen. Er lehnte ab und ging wieder nach Freiburg, wo er an der Ludwigstraße eine Praxis als Allgemeinarzt sowie eine Orthopädiewerkstatt aufbaute. Im benachbarten Elternhaus hatte er gemeinsam mit seinen Geschwistern nach dem Tod des Vaters ein Sanatorium eingerichtet. Bei Beginn des Zweiten Weltkriegs wurde das Sanatorium beschlagnahmt und Hans Kraske zum Dienst im Reservelazarett Tübingen eingezogen. Ab 1941 war er wieder in Freiburg und setzte seine Arbeit als Allgemeinarzt fort. Bei der Operation Tigerfish im November 1944 wurden Praxis und Sanatorium zerstört.
Im Sommer 1945 übersiedelte die Familie nach Emmendingen, wo Hans Kraske die Stelle des Chefarztes im Kreiskrankenhaus angenommen hatte. 1946 wurde er zum Präsidenten der Ärztekammer gewählt und nach dem Zusammenschluss der Ärztekammern in der Französischen Besatzungszone zur Landesärztekammer Südbaden zu deren Vorsitzenden bestellt. Nach Gründung der Landesärztekammer Baden-Württemberg 1956 blieb Kraske bis 1966 Präsident der nunmehrigen Bezirksärztekammer Südbaden. Daneben lehrte er an der Albert-Ludwigs-Universität Freiburg.
1960 wurde er pensioniert und zog mit seiner Gattin Thea wieder nach Freiburg, wo er ein Haus an der Hauptstraße bezog. Dort starb er an einem Karzinom.

## Ehrungen
- Dezember 1951: Verdienstkreuz am Bande der Bundesrepublik Deutschland

## Schriften
- Die atrophische und die hypertrophische Hängebrust und ihre Operation. Dissertation, Universität Freiburg im Breisgau, 1923